# Platanus × hispanica

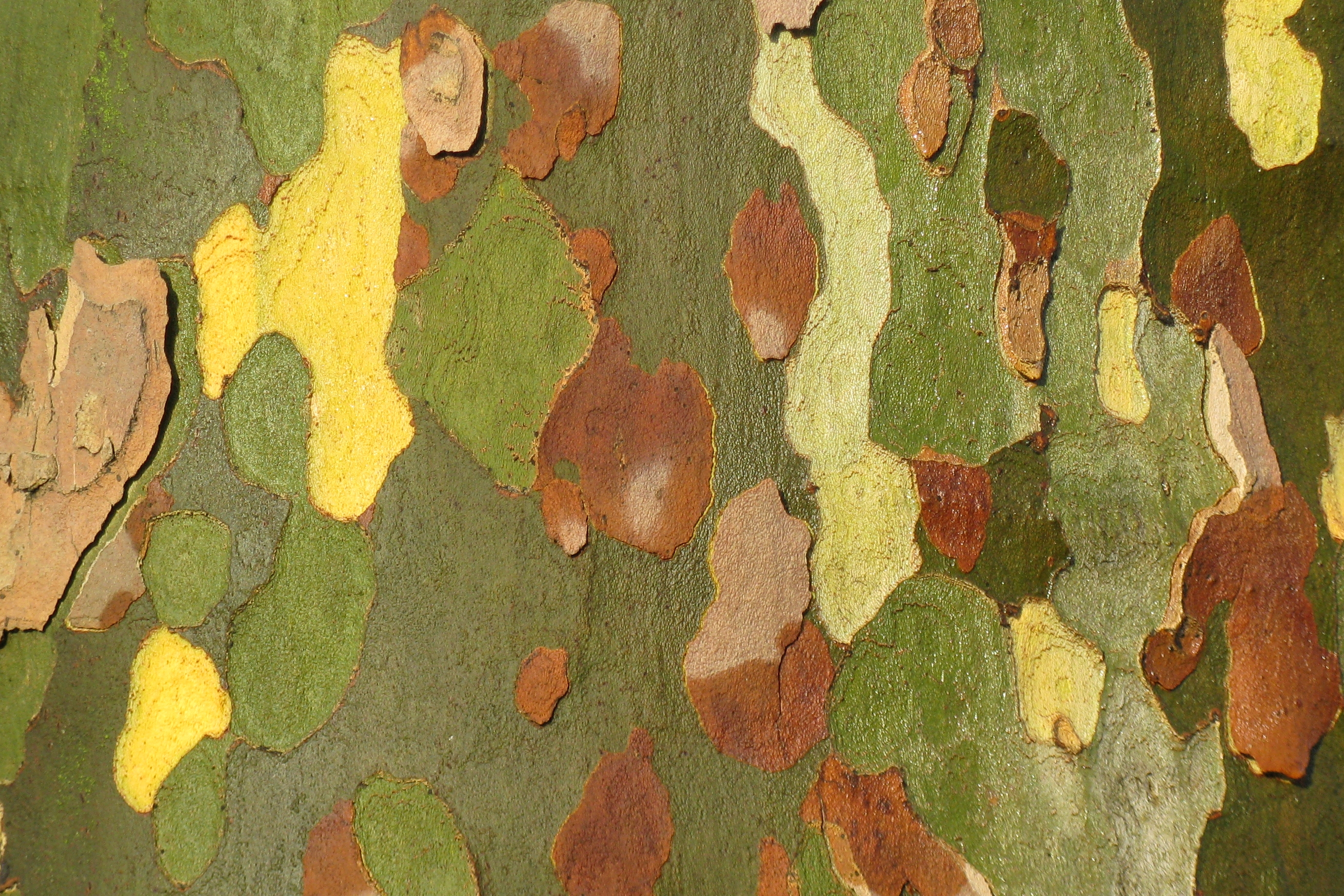
Corteza desprendiéndose en placas escamosas irregulares.

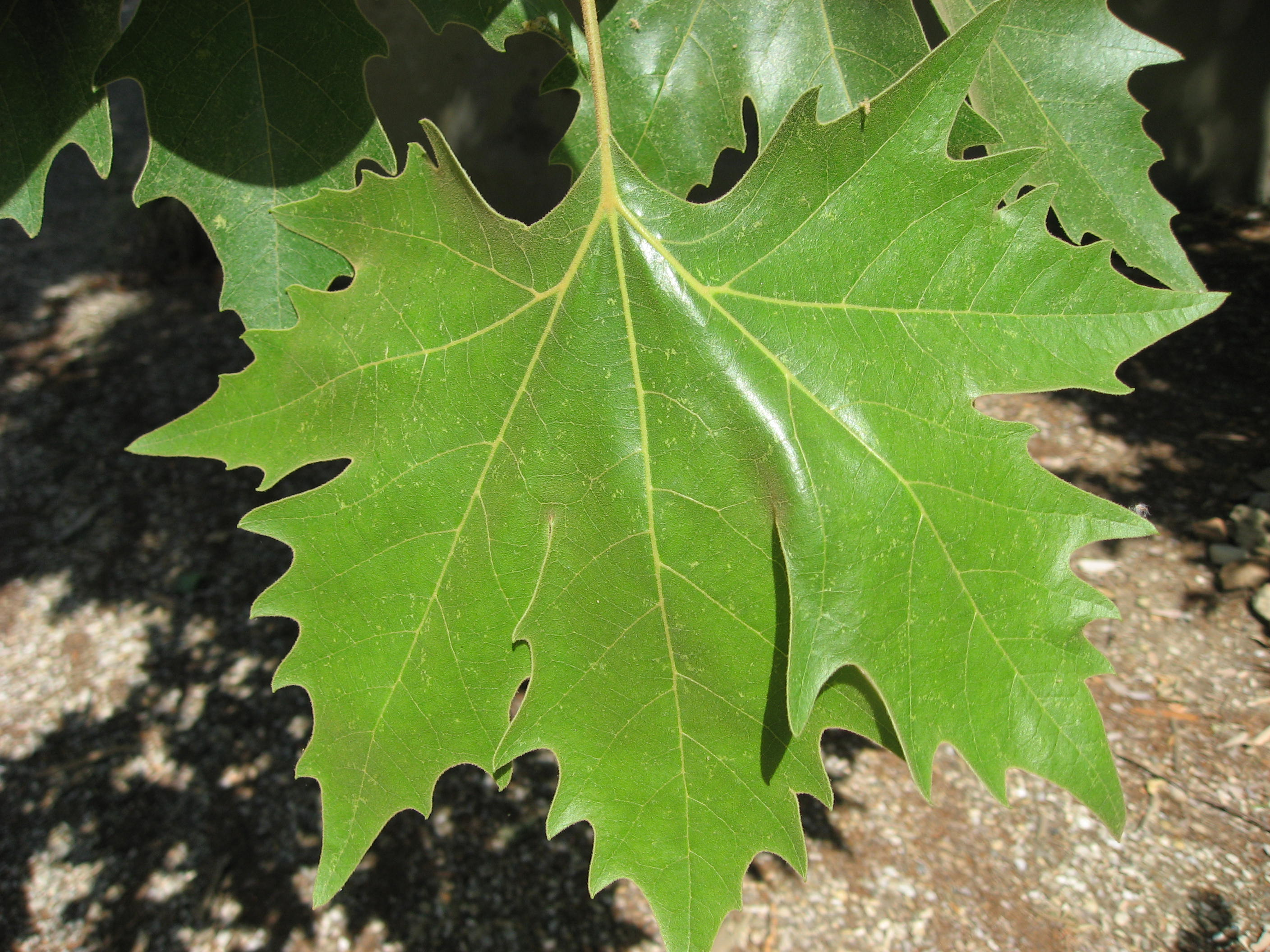
Hoja penta-palmatífida.

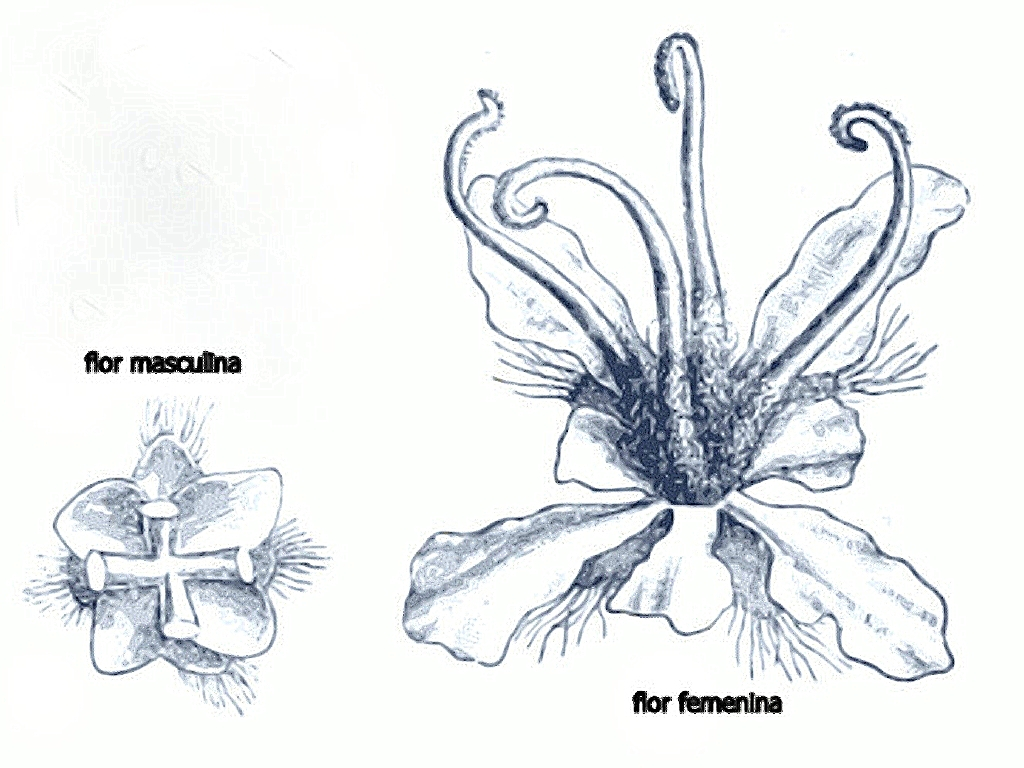
Flores femenina y masculina (muy aumentadas) en Ernest Friedrich Gilg and Julius Heinrich Karl Schumann, Das Pflanzenreich, 1900.

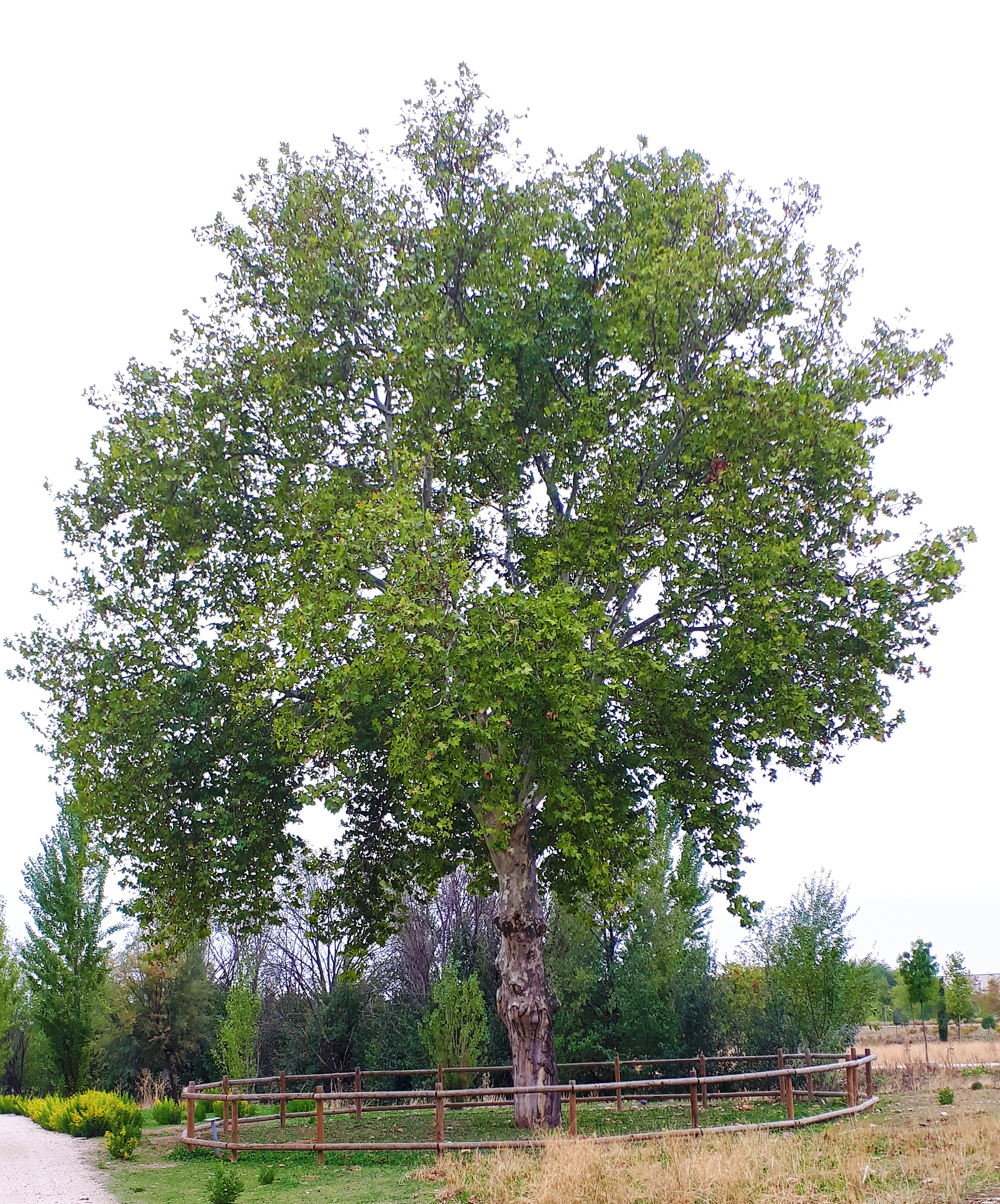
(Platanus x hispanica) en Alcalá de Henares.

Platanus × hispanica, conocido también como Platanus × acerifolia , y por nombre común plátano de sombra, es un árbol de imponente porte que alcanza los 55 m de alto, perteneciente a la familia de las platanáceas. Normalmente se considera un híbrido de Platanus orientalis y Platanus occidentalis, aunque hay expertos que opinan que puede tratarse de un cultivar de P. orientalis.
Es común en los parques y jardines de todas las ciudades de las zonas templadas del mundo.
Según una placa colocada en el parque de Cordellas, en Cerdañola del Vallés (Barcelona), es un árbol de muy larga vida: puede vivir hasta 500 años.

## Descripción
Es un árbol monoico, caducifolio de ramas abiertas y amplia copa. Su corteza, de color ceniciento o verdoso, castaño en los troncos viejos, se desprende en placas escamosas que dejan al descubierto manchas irregulares amarillentas o blanquecinas de la corteza interna. Las ramitas son glabrescentes, el indumento de pelos estrellados, y los brotes densamente tomentosos, mientras las yemas son de forma ovoideo-cónica y cubiertas por una única escama. Las hojas, similares en forma a las del arce, tienen unas dimensiones de 12-22 cm de largo por 12-30 cm de ancho, son tri/penta-palmatífidas, con los lóbulos anchamente ovado-triangulares, enteros o sinuado-dentados, de truncadas a abiertamente cordadas en la base, densamente tomentoso-flocosas de jóvenes –luego glabrescentes–, verde vivo en el haz y más claras en el envés.
Las inflorescencias, masculinas y femeninas, se agrupan generalmente por pares, cada sexo sobre un mismo y largo pedúnculo, y aparecen al mismo tiempo que las hojas. Las inflorescencias femeninas son globulares y colgantes, de 2-3 cm de diámetro, y agrupan, insertadas alrededor de un receptáculo subesférico centimétrico de superficie tuberculada e irregularmente tabicada, centenares de flores muy pequeñas con sépalos escuamiformes, más o menos espatulados, más cortos que los pétalos que son escariosos y agudos, y los carpelos, bi-ovulado, pero uno de ellos casi siempre aborta, están envueltos en la base por un penacho de pelos largos. Las flores masculinas se agrupan también sobre un receptáculo globular-ovoideo/arriñonado centimétrico, algo comprimido y de superficie más claramente tabicada poligonalmente que los receptáculos de las inflorescencias femeninas, y cubiertos por un denso indumento de largos y finos pelos sedosos pluricelulares implantados en dichos tabiques. Tienen 4 estambres con filamentos cortos y anteras alargadas y son tempranamente caducas. Las infrutescencias, colgantes, de  25-30 mm de diámetro son poliantocarpos globulares/esféricos, que agrupan numerosos aquenios claviformes con estilo persistente y rodeados de un penacho de pelos erectos más o menos adpresos, el conjunto de un color pardo claro/canela y que, generalmente, se desprenden al año siguiente de la maduración. Las semillas son pequeñas, con testa delgada, de endospermo escaso y  con un embrión de 2 cotiledones lineares, frecuentemente desiguales

## Origen
El plátano de sombra ha sido desde antiguo considerado un híbrido originario del cruce entre los parentales Platanus occidentalis y Platanus orientalis; a pesar de eso, no está claro su origen, que unos localizan en Londres y otros en España, e incluso en formas híbridas o no, naturales o de cultivo, de Turquía; la cuestión no se ha investigado con técnicas moleculares modernas. Consecuentemente, incluso su nomenclatura es motivo de discusión, por lo que los autores anglosajones no admiten la prioridad del nombre que aquí se utiliza. 
Esta planta se desconoce en estado silvestre, si bien aparece naturalizada en márgenes de ríos y arroyos.
Con anterioridad a la aparición del automóvil, este árbol se utilizó profusamente por los peones camineros para su plantación en las cunetas de las carreteras, con el fin de que dieran sombra a los lentos carros de transporte de mercancías, carruajes y diligencias (todos ellos transportes con tiro de caballería), durante los duros veranos mediterráneos. Con posterioridad a estas plantaciones, algunos ejemplares surgieron de forma natural en los terrenos próximos a las carreteras antiguas, en especial en zonas de arroyos, donde aún pueden verse y se siguen reproduciendo.

## Cultivo
Los frutos permanecen en el árbol desde su maduración hasta la primavera siguiente. La semilla recogida en invierno y sembrada inmediatamente germina aceptablemente sin necesidad de tratamientos previos. La semilla que desee almacenarse deberá conservarse en frascos estancos y a baja temperatura, necesitando estratificación o remojo durante varios días antes de la siembra. También puede multiplicarse por estaquillas de brotes de un año, recogiendo estas cuando el árbol está en reposo invernal.
Es un árbol muy resistente que soporta muy bien las podas y en general la polución y el hollín de las ciudades. Muy longevo, que prefiere suelos ligeros y frescos. Por esto, es uno de los árboles más utilizados en parques y paseos, por la agradable sombra que proporciona. Hay que tener en cuenta la problemática alergénica a la hora de plantarlo. Suele padecer ataques de Microsphaera platani (oidio blanco). Por su gran desarrollo hay que emplazarlo en lugares espaciosos, nunca a menos de 10 m de edificaciones, para evitar el posible daño de sus raíces. Aunque en algunas ciudades son plantados en las avenidas y veredas de toda la ciudad.

## Taxonomía

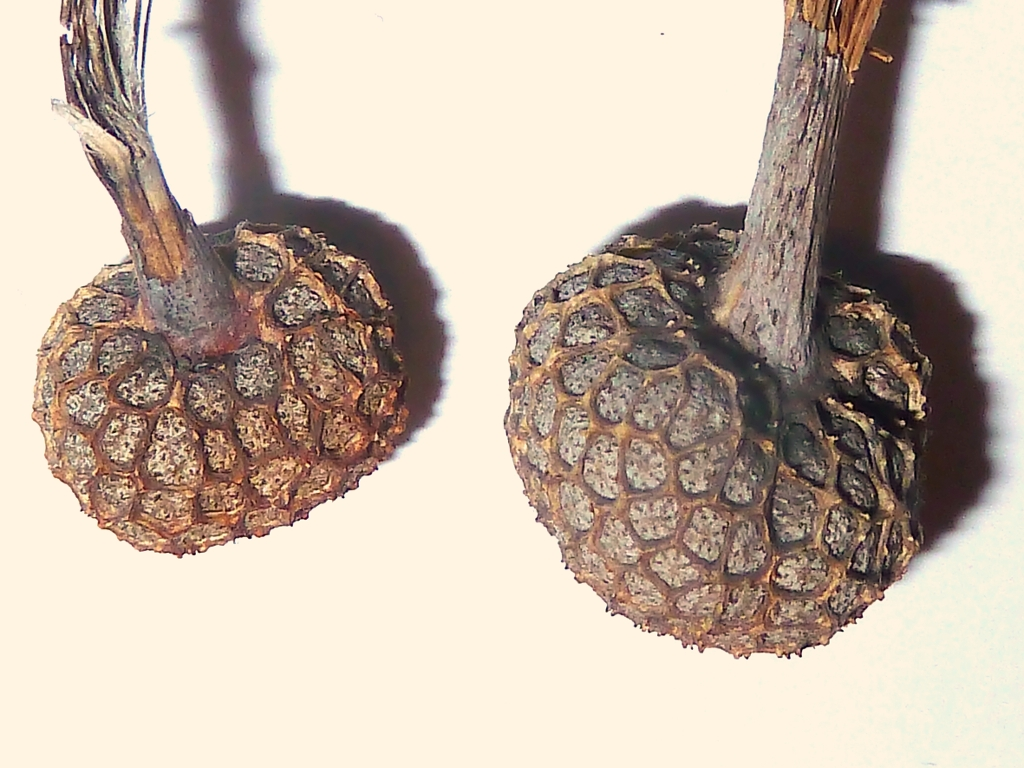
Receptáculos de unas inflorescencias masculinas desprovistos de sus indumentas pelosas y de sus flores que son tempranamente caducas.

Platanus × hispanica fue descrita por  Philip Miller y publicado por Otto von Münchhausen en Der Hausvater, 5(1), p. 229 en 1770.
Sinonimia
- Platanus × acerifolia Willd.
- Platanus × acerifolia var. kelseyana (Jaennicke) C.K.Schneid.
- Platanus × acerifolia var. pyramidalis (Bolle ex Jankó) Bean
- Platanus × acerifolia var. suttneri (Jaennicke) C.K.Schneid.
- Platanus × cantabrigensis A.Henry
- Platanus × cuneata Willd.
- Platanus × hispanica var. pyramidata (Wesm.) Vigouroux ex Geerinck
- Platanus × hybrida Brot.
- Platanus occidentalis var. hispanica (Mill. ex Münchh.) Wesm.
- Platanus occidentalis var. kelseyana Jaennicke
- Platanus occidentalis var. pyramidalis (Bolle ex Jankó) Jaennicke
- Platanus occidentalis var. suttneri Jaennicke
- Platanus orientalis var. acerifolia Aiton
- Platanus orientalis var. cuneata (Willd.) Loudon
- Platanus orientalis var. hispanica (Mill. ex Münchh.) Bean
- Platanus orientalis f. pyramidalis Bolle ex Jankó
- Platanus orientalis var. pyramidata Wesm.
- Platanus orientalis var. variegata Wesm.
- Platanus × parviloba A.Henry
- Platanus × vulgaris Spach, nom. illeg.
- Platanus vulgaris var. angulosa Spach
- Platanus × vulgaris var. vitifolia Spach[3]

## Nombres comunes
Castellano: platanera bravía, platanera (2), platanero (4), platero, plátano (5), plátano común (3), plátano de Londres, plátano de hojas de arce, plátano de paseo (2), plátano de sombra (8), plátanos, árbol del pica-pica. Las cifras entre paréntesis indican la frecuencia del vocablo en España.